# Скадовський Микола Львович
Микола Львович Скадовський (*16 листопада 1846, с. Білозерка, Херсонський повіт, Російська імперія — †11 червня 1892, Ланжерон) — український маляр.

## Життєпис
Закінчив Московське училище живопису, скульптури й архітектури (1869), згодом навчався в Академії Мистецтв у Дюссельдорфі; ініціатор і співзасновник Товариства періодичних виставок південно-російських художників в Одесі (1890).
Жанрові картини: «Полювання» (1879), «Корчемний оратор» (1881), «Безпритульні» (1883), «Полювання його превосходительства» (1886), «Обід швачки», «По Володимирці» (1891), «Рекрути» та ін.; пейзажі: «Перед завірюхою» (1881), портрети.
Твори Скадовського зберігаються в галереях Одеси, Москви й інших міст.

## Родина
Походить з Херсонської гілки роду Скадовських. Син — Скадовський Сергій Миколайович, радянський гідробіолог, творець еколого-фізіологічного напряму в гідробіології.

## Галерея

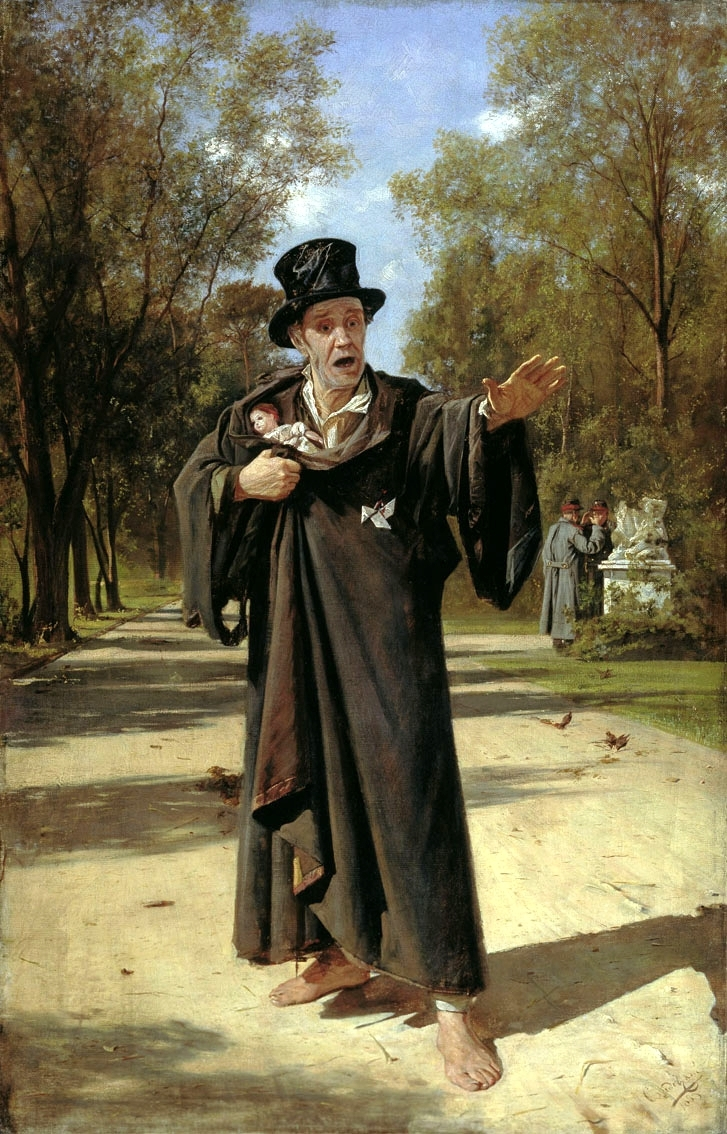
«Божевільний на тлі з поліціянтами», 1883, Іркутський обласний художній музей імені В. П. Сукачова
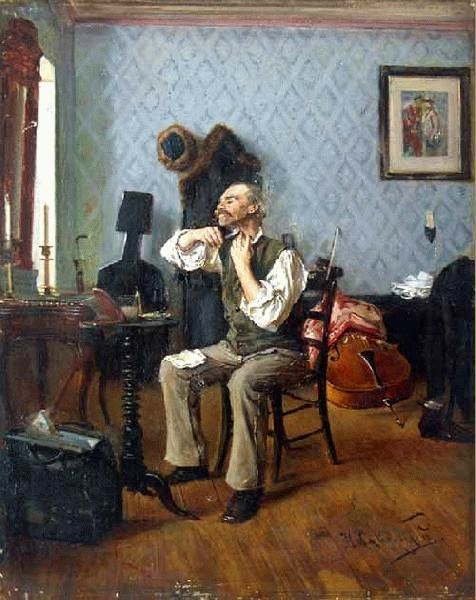
«Віолончеліст перед концертом», 1889, Херсонський художній музей імені Олексія Шовкуненка
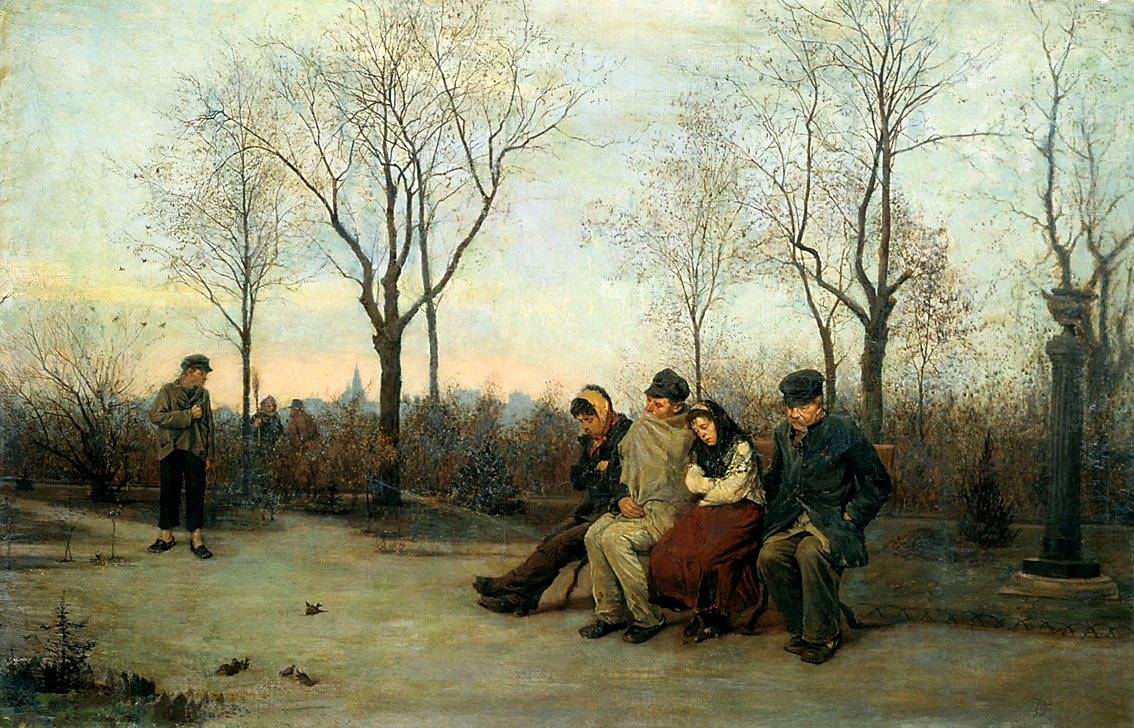
«Безпритульні», Ростовський обласний музей образотворчих мистецтв
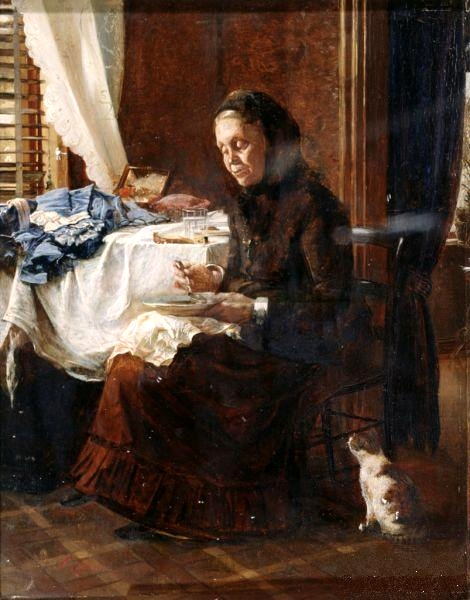
«Обід швачки», 1889, Херсонський художній музей імені Олексія Шовкуненка
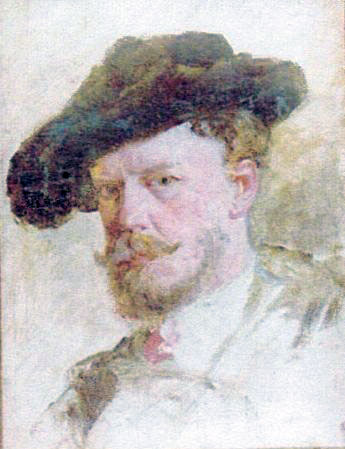
«Автопортрет»